# رائف (فنان)
رائف حجاج (بالإنجليزية: Raef Haggag)‏ ولد في 8, أغسطس 1982). فنان أمريكي مصري مسلم من واشنطن دي سي. كاتب أغاني ومنشد لأناشيد إسلامية حديثة ومغني بوب، وله عقد مع شركة تسجيلات أوايكننغ.

## البداية
ولد رائف في واشنطن، دي سي. ونشأ في ماريلاند لأبوين هاجرا من مصر للتحضير في الدراسات العليا في سن مبكر. كان رائف يحب التخييم والتجديف وصيد الاسماك مع الأهل والأصدقاء. كانت الموسيقى جزءاً مهما في حياته، درس علوم الحاسب في جامعة ماريلاند، كوليدج بارك وتخرج في عام 2005.
غنى أثناء دراسته بالجامعة Tenor بطريقة كوميدية بدون موسيقي في الحرم الجامعي. عمل مهندس برمجة في تطوير برنامج الأمن في بورصة نيويورك، بعد ذلك بوقت قصير استقال من وظيفته ليعمل بدوام كامل كمدرس ثانوي في مدارس مونتجوميري الحكومية من عام 2005 إلى 2013.
قال رائف: أردت أن أغير وظيفتي من مهندس برمجيات إلى مدرس ثانوي لأني أردت أن أساعد الأخرين بطريقة مباشرة (وأيضا لأنها كانت وظيفة مملة أن تجلس أمام الحاسوب 8 ساعات يومياً).

## مهنة الموسيقي
أعطى التدريس لرائف الكثير من الوقت في كتابة الأغاني وإلقائها في المقاهي ومتجولاً في محطات مترو الأنفاق. جال في الولايات المتحدة الأمريكية مشاركا في مبادرة «صوت للتغير» وذلك بعد مشاركته علي المسرح القومي بفرقة روك ثلاثية. التحق أيضا ب "Poetic Vision Tour" فريق من الموسيقيين والشعراء الرحالة لتقديم الترفيه للمجتمعات المسلمة في أمريكا. قدم رائف العديد من الأغاني الشعبية السائدة. مما جذب اليه المستمعين الشباب لما أرادو نوعا جديدا من الموسيقي الدينية.
مضي رائف علي عقد مع شركة Awakening Records وأطلق أول البوم له (الطريق The Path) في عام 2014.

## نجاحه في إندونيسيا
منذ إصدار البومه الأول The Path، سافر العديد من الرحلات إلى إندونيسيا ليشارك بغنائه في حفلات موسيقية حية. أدى ظهور رائف في التلفزيون الوطني الإندونيسي ودعوة العمدة رضوان كامل له ليغني في مؤتمر باندونج معرفته بين ملايين الإندونيسيين. كما كان نجما مقدما ل 30 حلقة من رحلة رحال (the journey of a backpacker) برنامج تلفزيوني رمضاني بث على Kampos TV
ولاحقا علي Trans7، وفي ماليزيا علي TV Alhijra
حاز علي جائزة "Platinum Award" لتحقيق مبيعات كبيرة في إندونيسيا، وعاد ليستكمل برنامجه رحلة رحال 2 "The Journey of a Backpacker" الذي بث علي Trans7 حيث زار 30 مسجد من المساجد التاريخية العريقة.

## نحن وطن - We are home فيديو كليب
أبعثت أغنية رائف «وطن» رسالة قوية عن تعريف المسلمين الأمريكيين وشعور الانتماء القوي لبلد تحمل الوعود والأمل للمستقبل، «وطن» تشير إلي ثقافة وتاريخ وروح وأصداء النشيد الوطني الأمريكي لأرض الحرية والشجاعة كل ذلك يدل علي الحنين والفخر.
كما جمعت 22.000$ كتمويلات لموسيقي فيديو «الوطن» باستخدام ديترويت «منصة تمويل جماعي» من إخراج المقيم في لوس انجليس، لينا خان. يظهر الفيديو من خلال التاريخ الأمريكي المساهمات التي قدمت من المهاجرين إلي الولايات المتحدة، كما يشير إلي مساهمات أهل أمريكا. واستخدم هاشتاج We Are Home بصورة كبيرة علي مواقع التواصل الاجتماعي للرد علي الخوف من الإسلام في الولايات المتحدة وأوروبا.

## أعماله الخيرية
- شارك رائف في 14 أبريل 2012 في حفلة موسيقية نظمتها شركة Awakening Records ومنظمة Save an Orphan (أنقذ يتيما) في هامرسميث أبولو في لندن مع حمزة نمرة وعرفان مكي وماهر زين ومسعود كرتس. لرفع الوعي وجمع التبرعات، أكثر من £175,000 قد جمعت في هذه الليلة.
- شارك في جولة الولايات المتحدة «أغاني للأطفال» ""Songs for Children مع كريم سلامه وعلمان نصرت نظمتها منظمة Islamic Relief USA (الإغاثة الإسلامية بالولايات المتحدة الأمريكية) لرفع الوعي وتجميع الاموال لللأطفال حول العالم.

## الألبومات
- (الطريق) - (2014)

| عنوان              | بالعربية            | المدة | تريتبها |
| ------------------ | ------------------- | ----- | ------- |
| Peace & blessings  | الصلاة والسلام      | 03:4  | 1       |
| The bright moon    | طلع البدر           | 4:37  | 2       |
| So real            | حقيقي جدا           | 4:02  | 3       |
| You are the one    | أنت الواحد          | 3:38  | 4       |
| Home               | الوطن               | 3:07  | 5       |
| No one know but me | لا أحد يعلم إلا أنا | 4:00  | 6       |
| The Path           | الطريق              | 3:43  | 7       |
| Mawlya             | مولاي               | 4:01  | 8       |
| Call on him        | إتصل به             | 3:51  | 9       |
| Freedom Ain't Free | الحرية ليست حرة     | 3:27  | 10      |
| Dream              | حلم                 | 4:49  | 11      |
| You're there       | أنت هناك            | 3:20  | 12      |

- Mercy (رحمة) - (2019)

| عنوان                   | بالعربية           | المدة | تريتبها |
| ----------------------- | ------------------ | ----- | ------- |
| Alhamdulillah           | الحمد لله          | 3:07  | 1       |
| Mercy                   | رحمة               | 3:56  | 2       |
| All About me            | كل شيء عني         | 3:42  | 3       |
| More than me and you    | أكثر مني وأنت      | 4:29  | 4       |
| Subhan Allah            | سبحان الله         | 3:43  | 5       |
| Ramadan is here         | رمضان هنا          | 3:51  | 6       |
| Trust                   | الثقة              | 3:07  | 7       |
| Dear America            | عزيزتي أمريكا      | 3:29  | 8       |
| My life matters         | مسألة حياتي        | 3:32  | 9       |
| Southern Salawat        | جنوب الصلوات       | 4:03  | 10      |
| Muhammad Noor           | محمد نور           | 3:25  | 11      |
| The land of light       | أرض النور          | 4:17  | 12      |
| ?Who are you            | من أنت؟            | 3:32  | 13      |
| (All About me (Acoustic | كل شيء عني (صوتية) | 4:43  | 14      |

## الأناشيد المصورة
- Man In The Mirror رجل في مرأة
- Your Mercy رحمتك
- With You معكلك
- So Real ft. Maher Zain
- Home وطن
- Muhammed Noor Ft. Sintesa Vocal Play محمد نور
- Trust ثقة
- Allahu Allahu Feat.With Mesut Kurtis الله الله
- Southern Salawat جنوب الصلوات
- Imagine تخيل

- It's Jumuah إنها الجمعة
- Redemption Song أغنية العودة
- I'm Yours أنا لك
- Man In The Mirror رجل في مرأة
- Your Mercy رحمتك
- With You لك
- So Real ft. Maher Zain
- Home وطن
- Price Tag /Kun Anta كن أنت
- Ramadan is Here رمضان هنا
- Allhamdulillah الحمد لله
- Muhammed Noor Ft. Sintesa Vocal Play محمد نور
- Trust ثقة
- Allahu Allahu With Mesut Kurtis الله الله